# Высшая лига России по хоккею с мячом
Первенство России по хоккею с мячом среди команд Высшей лиги — ежегодный турнир по хоккею с мячом во втором по силе дивизионе российского клубного хоккея с мячом. С началом проведения чемпионата России среди команд Суперлиги в 2011 году, вторым по силе дивизионом российского клубного хоккея с мячом стала Высшая лига. С 1992 по 2011 год соревнования второго по силам эшелона российского хоккея с мячом именовались как «Первенство России по хоккею с мячом среди команд первой лиги».

## История

### Представительство
Число участников в Высшей лиге (ранее — Первой лиге) по сезонам может изменяться. Во многом этому способствует отказ в финансировании команд, в результате которого команды расформировываются. Или неспособность команд высшего дивизиона из-за ограниченных финансовых возможностей гарантировать своё участие в турнире, из-за чего команды в дальнейшем заявляются для участия в турнире рангом ниже.
В сезоне 2006/07 в Первой лиге играло 36 команд, разбитых на пять групп. По регламенту турнира две лучшие команды из трёх первых групп и по одной лучшей команде из двух оставшихся групп имеют право принять участие в выездном финальном круговом турнире, по итогам которого определяется победитель первенства России. В ходе финального турнира, проведенного в Мончегорске Мурманской области, победителем стала команда-хозяйка соревнований «Мончегорск-Североникель», победившая в пяти матчах и одну игру сведшая к ничьей.
В сезоне 2018/19 на первом этапе 22 команды были распределены по трём группам, далее в финальном турнире приняли участие по четыре лучших команды из первой и третьей групп, две лучших — из второй. Команды на финальном этапе были разделены на две группы, далее по две лучшие команды из каждой группы в играх плей-офф определили победителя и призёров первенства. Победителем турнира, прошедшего в Кирове, стала команда «Саяны» (Абакан) победившая в финальном матче краснотурьинский «Маяк», в матче за третье место хабаровский «СКА-Нефтяник»-2 (фарм-клуб) переиграл команду «Восток» из Арсеньева.
С сезона 2011/12 клубы Суперлиги обязаны иметь в своей структуре вторую (молодёжную) команду (фарм-клуб) и обеспечить ей гарантии участия в соревнованиях, проводимых ФХМР. В 2012—2018 годах проводились отдельные финальные турниры среди молодёжных команд (фарм-клубов) клубов Суперлиги.

### Ротация между лигами
Между лигами по итогам сезона проводится ротация, при которой победитель второго по силе дивизиона — Высшей лиги (ранее — Первой лиги) попадает в высший дивизион — Суперлигу (ранее — Высшую лигу), а слабейшая команда Суперлиги переходит в Высшую лигу. Однако это правило соблюдается не всегда: по итогам сезона 2005/06, победивший в финальном турнире команд Первой лиги «Мончегорск-Североникель» по финансовым причинам отказался от места в Высшей лиге, и место в ней сохранила казанская «Ракета», сумевшая в следующем чемпионате подняться с 22-го на 6-е место. По итогам сезона 2006/07, как и годом ранее, по финансовым причинам «Мончегорск-Североникель» отказался от места в Высшей лиге, а «Локомотив» из Оренбурга выбыл в Первую лигу. 

### Особенности Высшей лиги
- До сезона 2014/15[12] на первом этапе Федерация хоккея с мячом России организует и проводит соревнования в первых четырёх / трёх группах. Из-за удалённости и в целях целесообразности ФХМР делегирует свои права на проведение соревнований в пятой / четвёртой группе, в которой играют команды Дальневосточного федерального округа, Дальневосточной межрегиональной федерации хоккея с мячом, осуществляя при этом контроль за соблюдением порядка и регламента в соревнованиях.
- Во второй группе играет команда «Акжайык» из Казахстана (Уральск). К участию в четвертой группе в сезоне 2007/08 была допущена команда «Эрдэнэт» (Эрдэнэт, Монголия), являющаяся базовой для национальной сборной этой страны[13].
- Значительную часть команд, играющих в Высшей лиге, составляют фарм-клубы (дубли) команд Суперлиги: в сезоне 2006/07 таковыми были 18 из 36 команд Первой лиги, причем в четвёртой группе, в которой играют команды из Сибирского федерального округа, фарм-клубы составляли 6 из 7 команд. В сезоне 2020/21 фарм-клубы составляли 14 из 22 команд Высшей лиги.

## Победители и призёры
| №  | Год  | Золото                                 | Серебро                        | Бронза                         | Место проведения финального турнира |
| -- | ---- | -------------------------------------- | ------------------------------ | ------------------------------ | ----------------------------------- |
| 1  | 1993 | Шахтёр (Ленинск-Кузнецкий) ↑           | Агрохим (Березники) ↑          | Ока (Навашино)                 | Ленинск-Кузнецкий                   |
| 2  | 1994 | —                                      | —                              | —                              | Оренбург                            |
| 3  | 1995 | Волга (Ульяновск) ↑                    | Подшипник (Самара) ↑           | Знамя (Воткинск)               | Архангельск                         |
| 4  | 1996 | Ракета (Казань) ↑                      | Спартак (Павлово-на-Оке) ↔     | Спартак (Новосибирск)          | Казань                              |
| 5  | 1997 | Спартак (Новосибирск) ↑                | Шахтёр (Ленинск-Кузнецкий) ↑   | Знамя (Воткинск)               | Ленинск-Кузнецкий                   |
| 6  | 1998 | Знамя (Воткинск) ↑                     | Нефтяник-Сиданко (Хабаровск) ↑ | Металлург (Боровичи)           | Воткинск                            |
| 7  | 1999 | Вымпел (Королёв) ↑                     | Вектор (Боровичи)              | Красная заря (Санкт-Петербург) | Боровичи                            |
| 8  | 2000 | Забайкалец-Энергия (Чита) ↑            | Красная заря (Санкт-Петербург) | Боровичи (Боровичи)            | Чита                                |
| 9  | 2001 | Металлург (Братск) ↑                   | Боровичи (Боровичи)            | Знамя (Воткинск)               | Братск                              |
| 10 | 2002 | Мончегорск-Североникель (Мончегорск) ↑ | Боровичи (Боровичи)            | Зенит (Иркутск)                | Мончегорск                          |
| 11 | 2003 | БСК (Санкт-Петербург) ↑                | Черемшан (Димитровград)        | АМНГР (Мурманск)               | Димитровград                        |
| 12 | 2004 | Лесохимик (Усть-Илимск) ↑              | Зенит (Иркутск)                | АМНГР (Мурманск)               | Усть-Илимск                         |
| 13 | 2005 | Динамо (Москва) ↑                      | АМНГР (Мурманск) ↑             | Универсал (Саратов)            | Москва, Красногорск                 |
| 14 | 2006 | Мончегорск-Североникель (Мончегорск) ↔ | Металлург (Шелехов)            | Акжайык (Уральск)              | Мончегорск                          |
| 15 | 2007 | Мончегорск-Североникель (Мончегорск) ↔ | Металлург (Шелехов)            | Надежда (Биробиджан)           | Мончегорск                          |
| 16 | 2008 | Зоркий-2 (Красногорск) ↔               | Локомотив (Оренбург) ↑         | Акжайык (Уральск)              | Красногорск                         |
| 17 | 2009 | Боровичи (Боровичи) ↑                  | Факел (Богданович)             | Акжайык (Уральск)              | Богданович                          |
| 18 | 2010 | Кольская ГМК (Мончегорск) ↔            | Саяны-Хакасия (Абакан)         | Акжайык (Уральск)              | Мончегорск                          |
| 19 | 2011 | Мурман (Мурманск) ↑                    | Кольская ГМК (Мончегорск)      | Саяны-Хакасия (Абакан)         | Мурманск                            |
| 20 | 2012 | Саяны-Хакасия (Абакан) ↑               | Кольская ГМК (Мончегорск) ↔    | Локомотив (Оренбург)           | Абакан                              |
| 21 | 2013 | Строитель (Сыктывкар) ↔                | Мурман (Мурманск) ↔            | Восток (Арсеньев)              | Сыктывкар                           |
| 22 | 2014 | Мурман (Мурманск) ↔                    | Вымпел (Королёв) ↔             | Восток (Арсеньев)              | Мурманск                            |
| 23 | 2015 | Мурман (Мурманск) ↔                    | Вымпел (Королёв) ↔             | Локомотив (Оренбург)           | Мурманск                            |
| 24 | 2016 | Мурман (Мурманск) ↔                    | Саяны-Хакасия (Абакан) ↔       | Черемшан (Димитровград)        | Ульяновск                           |
| 25 | 2017 | Строитель (Сыктывкар) ↑                | Мурман (Мурманск) ↔            | Саяны (Абакан)                 | Сыктывкар                           |
| 26 | 2018 | Мурман (Мурманск) ↑                    | Саяны (Абакан) ↔               | —                              | Мурманск                            |
| 27 | 2019 | Саяны (Абакан) ↔                       | Маяк (Краснотурьинск) ↔        | СКА-Нефтяник-2 (Хабаровск)     | Киров                               |
| 28 | 2020 | —                                      | —                              | —                              | Москва                              |
| 29 | 2021 | Кузбасс-2 (Кемерово)                   | Енисей-2 (Красноярск)          | Саяны (Абакан)                 | Кемерово                            |
| 30 | 2022 | Кировец (Уфа) ↑                        | Саяны (Абакан)                 | Знамя-Удмуртия (Воткинск)      | Красноярск                          |
| 31 | 2023 | Саяны (Абакан) ↑                       | Кузбасс-2 (Кемерово)           | Зоркий (Красногорск)           | Абакан                              |
| 32 | 2024 | Енисей-2 (Красноярск)                  | Восток (Арсеньев) ↔            | Байкал-Энергия-2 (Иркутск)     | Иркутск                             |
| 33 | 2025 | Водник-2 (Архангельск)                 | Кузбасс-2 (Кемерово)           | Енисей-2 (Красноярск)          | Кемерово                            |

Примечание: ↑ — повышение в классе, ↔ — отказ от повышения в классе